# Sanday (Hebrydy Wewnętrzne)

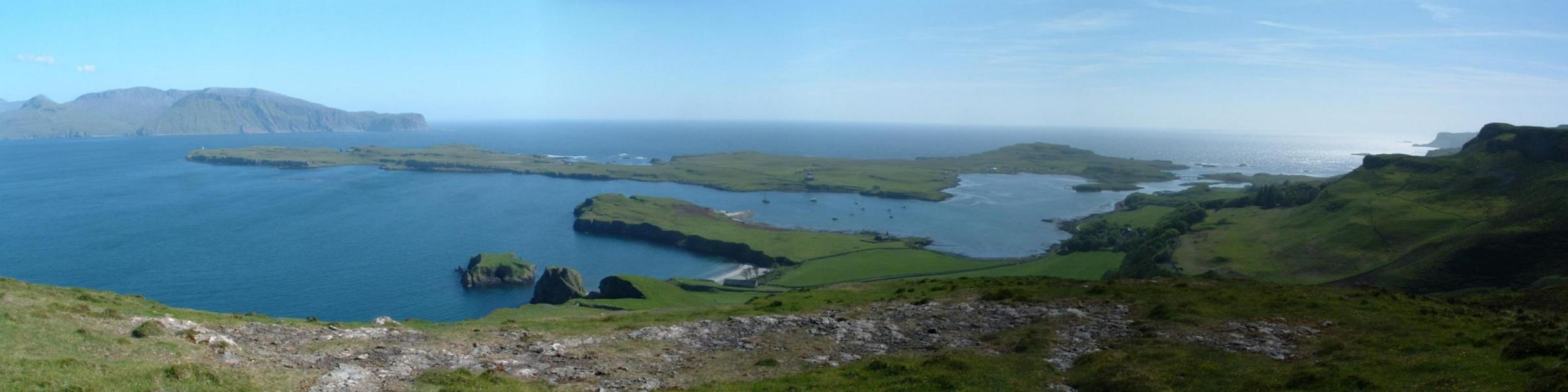
Panorama ze wzgórza Compass Hill na wyspy Canna i Sanday, zatokę Canna Bay oraz w oddali wyspę Rùm

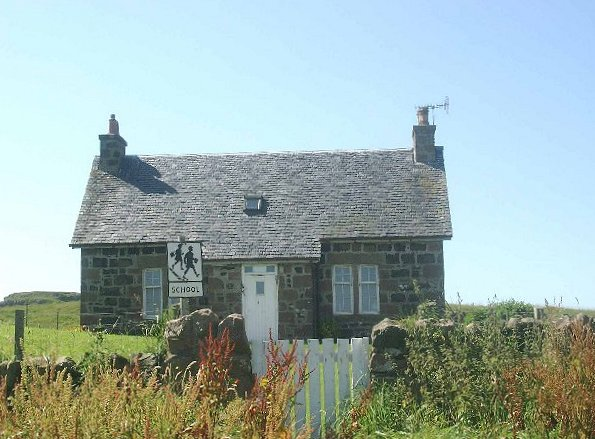
Budynek szkoły na wyspie

Sanday (gael.: Sandaigh) – jedna z wysepek, w szkockim paśmie Hebrydów Wewnętrznych. Jest wyspą pływową połączoną ze swym większym sąsiadem – wyspą Canna, podczas odpływu mielizną, a także połączona z większą wyspą mostem. Canna i Sanday tworzą wspólną społeczność, opisywaną zazwyczaj jako Canna.
Obydwie wyspy w całości należą do National Trust for Scotland, i są częścią gminy Lochaber w hrabstwie Highland.
Na wyspie na stałe mieszka 6 osób. Mała szkoła podstawowa na Sanday obsługuje społeczność na obu wyspach, w roku szkolnym 2006–2007 uczył się tu jeden uczeń. Most pieszy na wyspę został wybudowany w 1905, by umożliwić uczniom z Canna dostęp do szkoły bez względu na pływy morskie. Most ten zniszczony został w roku 2005, w kwietniu przyszłego roku zastąpiono go mostem drogowym. Sam most pozwala pojazdom osiągnąć wyspę Sanday bez względu na pływy, jednakże podczas wysokiego przypływu droga na wyspie znajduje się pod wodą.
Ze stałym lądem wyspa ma połączenie poprzez prom obsługiwany przez Caledonian MacBrayne z portu Mallaig. Na Sanday znajdują się skały należące geologicznie do paleocenu i eocenu i wchodzące w skład British Tertiary Volcanic Province. Są to jedne z najmłodszych skał znalezionych w Szkocji.